# Stazione di Sasago
La stazione di Sasago (笹子駅?, Sasago-eki) è una fermata ferroviaria della città di Ōtsuki, nella prefettura di Yamanashi, e serve la linea linea principale Chūō della JR East. Dista 100,4 km dal capolinea di Tokyo.

## Linee
East Japan Railway Company
■ Linea principale Chūō

## Struttura
La stazione è dotata di un marciapiede a isola con due binari passanti in superficie. Il fabbricato viaggiatori, non presenziato, è collegato alla banchina da sottopassaggio.
| 1 | ■ Linea principale Chūō | per Ōtsuki, Hachiōji, Shinjuku e Tokyo |
| 2 | ■ Linea principale Chūō | per Kōfu, Kami-Suwa e Matsumoto        |

## Stazioni adiacenti
| «                     | Servizio              | »                     |
| Linea principale Chūō | Linea principale Chūō | Linea principale Chūō |
| --------------------- | --------------------- | --------------------- |
| Hatsukari             | -                     | Kai-Yamato            |